# 王寵恵
王 寵恵（おう ちょうけい）は、清末民初の政治家・法学者。中国同盟会以来の革命派人士であり、法学の大家として北京政府、国民政府において要職を委ねられた。また、一時は臨時国務院総理をつとめたこともある。さらに国際的にも法学者としての名声が高く、国際連盟の常設国際司法裁判所判事にもなった。字は亮疇。原籍は広東省広州府東莞県（現：東莞市）。

## 生涯

### 革命派としての活動
キリスト教牧師の家庭に生まれる。幼い頃から英文を学び、1895年（光緒21年）、天津北洋大学堂法科に入学した。1900年（光緒26年）に卒業し、上海の南洋公学で教官をつとめる。翌年、日本に留学して法律・政治を研究した。また、東京で創立された『国民報』において英文記者を担当している。その後、欧米に留学して、イェール大学法学博士号とイギリス弁護士資格を取得した。また、ベルリン比較法学会に所属して、ドイツ民法を英文に翻訳した。
1904年（光緒30年）、ニューヨークを訪問した孫文と王寵恵は対面し、孫文の「中国問題の真の解決」を英訳（The True Solution of Chinese Question）して公表した。翌年に中国同盟会が成立すると、王もこれに加入している。1911年（宣統3年）9月に王は帰国したが、まもなく辛亥革命が勃発したため、王は上海都督陳其美の顧問として招聘された。さらに南京で開かれた各省代表会議に、王は広東代表として出席し、会議の副議長に推された。

### 北京政府での活動

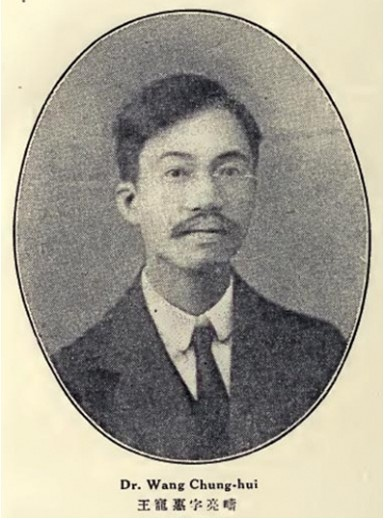
北京政府末期の頃
Who's Who in China 3rd ed. (1925)

1912年（民国元年）1月、中華民国臨時政府において、王寵恵は外交総長に任命された。3月、袁世凱が臨時大総統となり、唐紹儀が内閣を組織すると、王は司法総長に転じた。しかしまもなく、唐が袁との対立により辞任したため、王もまた辞職した。その後は、孫文が創設した鉄路総公司顧問などをつとめる一方で、復旦大学副校長に就任し、憲法の研究に励んだ。1915年（民国4年）、袁が皇帝即位を目論むと、王もこれを支持するよう誘われるが、拒絶している。
袁世凱死後、王寵恵は北京に赴いた。1917年（民国6年）、法律編纂会会長に就任し、1920年（民国9年）には大理院院長、北京法官刑法委員会会長、法理委員会会長を歴任する。1921年（民国10年）10月、施肇基・顧維鈞とともに北京政府全権代表として、ワシントン会議に出席した。
帰国後の同年12月、王寵恵は梁士詒内閣で司法総長に任命される。翌年5月、胡適らと共に『我々の政治主張』を公表し、憲政的にして公開された政府（「好人政府」）による計画を有する政治の必要性を説いた。同年9月、王は、直隷派の呉佩孚の支持を受けて署理国務院総理に就任した。しかし直隷派内では、「津保派」の曹錕と「洛派」の呉との対立が激しく、王は津保派の横槍を受けた。さらに11月には、財政総長羅文幹が総統黎元洪の命令により逮捕される事件まで起こり、王内閣は短期間で崩壊に追い込まれたのである。
その後、1923年（民国12年）、王寵恵はデン・ハーグで常設国際司法裁判所判事に就任する。1924年（民国13年）、孫宝琦内閣で司法総長をつとめ、翌年には修訂法律館総裁に就任した。その後、中国国民党による北伐の機運が高まると、王は国民党側に転じ、第2期党中央監察委員に選出された（以後、第5期まで同様に中央監察委員に選出されている）。

### 国民政府での活動

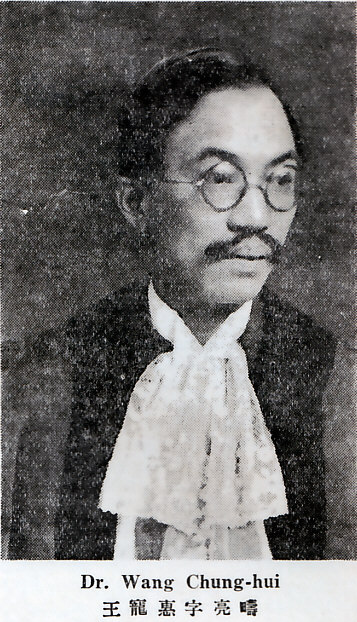
国民政府期の王寵恵
Who's Who in China 4th ed. (1931)

1928年（民国17年）、王は国民政府の初代司法院長に就任した。翌年、国際連盟により再び常設国際司法裁判所判事に選出されたが、王は国内において、11月に内外債整理委員会委員長も兼任した。1931年（民国20年）、蔣介石の命により、中華民国訓政時期約法の制定を主導した。その後、国民党内で蔣と胡漢民らとの対立が激化したため、王はこれを回避し、常設国際司法裁判所の判事としての職務に専念した。1936年（民国25年）、同判事を辞職している。
日中戦争勃発直前の1937年（民国26年）3月、王寵恵は国民政府外交部長に就任した。横浜正金銀行頭取の児玉謙次を団長とする実業家グループが訪中し、中国の実業家たちと会談した。帰国後、児玉は冀東政権の解消と冀東特殊貿易の廃止を訴える意見書を佐藤外相に提出した。児玉訪中団のメンバーであった藤山愛一郎（大日本製糖社長）は岳父の結城（豊太郎）蔵相のメッセージが伝えられた。盧溝橋事件の発生直後に善後措置をめぐる日高信六郎参事官と和平交渉をした。第二次上海事変勃発直後の同年8月14日、王率いる外交部は、それまで「不抵抗政策」と揶揄されてきた対日宥和政策を放棄して、抗日に転じる旨の声明を発表した。1941年（民国30年）4月まで、王は日中戦争期における外交の舵取りを担当している。その後、国防最高委員会秘書長に転じ、1943年（民国32年）11月には、蔣介石に随従してカイロ会談に出席した。1945年（民国34年）、サンフランシスコで開催された国際連合憲章制定会議に、国民党代表として出席した。
1948年（民国37年）、王寵恵は、中央研究院院士に選出され、同年6月、司法院長に再任された。翌年、国共内戦により国民党が敗北したことにともない、王は香港経由で台湾へ逃れた。1958年（民国47年）3月15日、台北で病没。享年78（満76歳）。

## 著作
- 『憲法評議』
- 『憲法危言』
- 『比較憲法』
- 『中國憲法平議』
- 『國民政府中華民國刑法』
- （謝瀛洲編）『困學齋文存』中華叢書委員會、1957年

## 注
1. ↑  鄭（1980）、139頁。
2. 1 2 3 4 5 6 7  劉国銘主編（2005）、180頁。
3. ↑  徐主編（2007）、190頁。
4. ↑  鄭（1980）、139-140頁。
5. ↑  徐主編（2007）、190-191頁。
6. 1 2  鄭（1980）、140頁。
7. 1 2 3 4 5 6 7  徐主編（2007）、191頁。
8. ↑  鄭（1980）、140-141頁。
9. ↑  鄭（1980）、141-142頁。
10. ↑  鄭（1980）、142頁。
11. ↑  鄭（1980）、142-143頁。
12. ↑  劉国銘主編（2005）、180-181頁。
13. ↑  鄭（1980）、143-144頁。
14. ↑  劉国銘主編（2005）、180-182頁。